# Cathédrale Sainte-Marie de Fall River
Cette  cathédrale n’est pas la seule cathédrale Sainte-Marie.
La cathédrale Sainte-Marie (en anglais : St. Mary's Cathedral) est une cathédrale catholique de Nouvelle-Angleterre aux États-Unis, située à Fall River. C'est le siège du diocèse de Fall River. La cathédrale est dédiée à la Vierge Marie sous le vocable de l'Assomption.

## Historique
La cathédrale a été construite en tant qu'église paroissiale en 1852-1858, à l'emplacement d'une ancienne église dédiée à saint Jean-Baptiste. Elle est inscrite au Registre national des lieux historiques depuis 1983. C'est l'église la plus ancienne de Fall River qui était à l'époque une ville industrielle d'immigrants. Sa première pierre a été bénite par Mgr John Bernard Fitzpatrick (1812-1866), évêque de Boston, le 8 août 1852 et l'église a été dédiée à l'Assomption le 16 décembre 1855. Elle est consacrée solennellement en 1901.
Elle fait partie d'abord du diocèse de Boston, puis du diocèse de Providence à sa fondation à partir de 1872, et enfin devient la cathédrale du nouveau diocèse de Fall River, érigé en 1904. Mgr William Stang (1904-1907) en est le premier évêque.
Cet édifice de pierres entouré de bâtiments du même style est d'architecture néogothique.